# فیلم‌شناسی رضا عطاران
رضا عطاران بازیگر، کارگردان، فیلم‌نامه‌نویس، خواننده و تدوین‌گر ایرانی است. عطاران فعالیت هنری خود را در دههٔ ۱۳۶۰ در تئاتر حسن حامد شروع کرد که این همکاری تا سال ۱۳۷۱ ادامه داشت. شروع فعالیت عطاران در تلویزیون در مجموعهٔ بیداران در سال ۱۳۶۹ بود. فعالیت هنری او با مهران مدیری در پرواز ۵۷، ساعت خوش و سال خوش ادامه پیدا کرد. اولین حضور عطاران در فیلم سینمایی کلید ازدواج (۱۳۷۶) آغاز شد و با ایفای نقش در فیلم‌های هوو و کلاهی برای باران ادامه پیدا کرد.
وی در سال ۱۳۸۳، در مجموعهٔ خانه‌به‌دوش بازیگری، نویسندگی و کارگردانی کرد و پس از موفقیت این مجموعه، سریال متهم گریخت نیز ساخته شد. عطاران در سال ۱۳۸۶ در خروس جنگی به ایفای نقش پرداخت که مورد توجه قرار گرفت. او پس از اینکه در سال ۱۳۸۷ در مجموعهٔ سه در چهار مشاور کارگردان مجید صالحی بود، همان سال مجموعهٔ بزنگاه را ساخت. این مجموعه پایان کار وی در تلویزیون بود و پس از این عطاران از تلویزیون خداحافظی کرد. پس از این سریال عطاران تنها چندبار به عنوان مشاور به مجید صالحی و سعید آقاخانی کمک کرده است. او همچنین یک بار مهمان برنامهٔ گپ بود که از شبکه آی فیلم پخش شد. پس از خداحافظی عطاران از صدا و سیما، پیشنهادهایی برای بازگشت به تلویزیون به او شد اما تاکنون خبری رسمی از همکاری وی با صدا و سیما منتشر نشده است. او دلیل دوری خود از تلویزیون را خستگی عنوان کرده است.
عطاران در سال ۱۳۸۹ در دو فیلم ورود آقایان ممنوع و اسب حیوان نجیبی است بازی کرد که برای بازی در این دو فیلم تندیس لبخند زرین و دیپلم افتخار بهترین بازیگر مرد مراسم اختتامیهٔ دومین جشن لبخند آفتاب به او تعلق گرفت. سال بعد او کارگردان و بازیگر فیلم خوابم می‌آد بود که عطاران را برنده سیمرغ بلورین بهترین کارگردان در بخش نگاه نو کرد. او در همین سال در فیلم بی‌خود و بی‌جهت به کارگردانی عبدالرضا کاهانی هم بازی کرد که به دلیل ایفای نقش در آن دیپلم افتخار بهترین بازیگر نقش اول مرد را از انجمن منتقدان سینما به دست آورد.
اولین ساختهٔ بهروز شعیبی در سال ۱۳۹۱ در فیلم بلند سینمایی دهلیز رقم خورد و عطاران در آن در کنار هانیه توسلی بازی کرد و برندهٔ بهترین نقش اول مرد هفتمین جشن انجمن منتقدان و نامزد جایزهٔ سیمرغ بلورین بهترین بازیگر نقش اول مرد شد. پس از دهلیز عطاران در طبقهٔ هساث (۱۳۹۲) بازی کرد و در سی‌ودومین جشنواره فیلم فجر برندهٔ سیمرغ بلورین بهترین بازیگر مرد شد. پس از این فیلم نیز فعالیت عطاران در سینما با حضور در فیلم‌های زیادی چون رد کارپت، نهنگ عنبر، من سالوادور نیستم، دراکولا، نهنگ عنبر ۲: سلکشن رؤیا، مصادره، هزارپا و زیر نظر ادامه پیدا کرد.

## فیلم
| سال  | عنوان                   | نقش                       | توضیحات                           | منبع          |
| ---- | ----------------------- | ------------------------- | --------------------------------- | ------------- |
| ۱۳۷۶ | کلید ازدواج             | عبدل                      |                                   | [ ۱۳ ]        |
| ۱۳۸۰ | سیندرلا                 | عابر                      | نقش کوتاه                         | [ ۱۴ ]        |
| ۱۳۸۱ | کلاه‌قرمزی و سروناز      | چنگیز                     |                                   | [ ۱۵ ]        |
| ۱۳۸۴ | هوو                     | عطا                       |                                   | [ ۱۶ ]        |
| ۱۳۸۵ | کلاهی برای باران        | ابی                       | همچنین خواننده                    | [ ۱۷ ]        |
| ۱۳۸۶ | تیغ‌زن                   | عطا                       |                                   | [ ۱۸ ]        |
| ۱۳۸۶ | قرنطینه                 | غلامرضا                   |                                   | [ ۱۹ ]        |
| ۱۳۸۶ | خروس جنگی               | محمود دل‌ربا               |                                   | [ ۲۰ ]        |
| ۱۳۸۶ | توفیق اجباری            | عطا                       |                                   | [ ۲۱ ]        |
| ۱۳۸۶ | تسویه‌حساب               | علی                       |                                   | [ ۲۲ ]        |
| ۱۳۸۷ | هفت و پنج دقیقه         | راننده                    |                                   | [ ۲۳ ]        |
| ۱۳۸۷ | از ما بهترون            | احسان شهرزادی             |                                   | [ ۲۴ ]        |
| ۱۳۸۷ | صندلی خالی              | اسماعیل                   |                                   | [ ۲۵ ]        |
| ۱۳۸۷ | آقای هفت‌رنگ             | هوشنگ سامان               | همچنین خواننده فیلم               | [ ۲۶ ]        |
| ۱۳۸۸ | نیش زنبور               | رضا                       | همچنین خواننده فیلم               | [ ۲۷ ]        |
| ۱۳۸۸ | بعدازظهر سگی سگی        | سالار                     |                                   | [ ۲۸ ]        |
| ۱۳۸۹ | ورود آقایان ممنوع       | وحید جبلی                 | همچنین خواننده فیلم               | [ ۲۹ ]        |
| ۱۳۸۹ | هرچی خدا بخواد          | دایی                      |                                   | [ ۳۰ ]        |
| ۱۳۸۹ | اخلاقتو خوب کن          | فرشته مرگ                 |                                   | [ ۳۱ ]        |
| ۱۳۸۹ | اسب حیوان نجیبی است     | بهروز شکیبا/کمال خسروجردی |                                   | [ ۳۲ ]        |
| ۱۳۸۹ | ۳ درجه تب               | عبدالکریم                 | همچنین خواننده                    | [ ۳۳ ]        |
| ۱۳۹۰ | خوابم می‌آد              | رضا                       | کارگردان، بازنویس فیلم‌نامه، تدوین | [ ۳۴ ] [ ۳۵ ] |
| ۱۳۹۰ | بی‌خود و بی‌جهت           | محسن                      |                                   | [ ۳۶ ]        |
| ۱۳۹۱ | چه خوبه که برگشتی       | کامبیز                    |                                   | [ ۳۷ ]        |
| ۱۳۹۱ | دهلیز                   | بهزاد                     |                                   | [ ۳۸ ]        |
| ۱۳۹۱ | آینه شمعدون             | ضیاء                      |                                   | [ ۳۹ ]        |
| ۱۳۹۲ | استراحت مطلق            | داوود                     |                                   | [ ۴۰ ]        |
| ۱۳۹۲ | طبقه هساث               | آقای کمالی                |                                   | [ ۴۱ ]        |
| ۱۳۹۲ | رد کارپت                | رضا عطاران                | کارگردان، نویسنده                 | [ ۴۲ ]        |
| ۱۳۹۲ | کلاشینکف                | رضا                       |                                   | [ ۴۳ ]        |
| ۱۳۹۳ | نهنگ عنبر               | ارژنگ صنوبر               |                                   | [ ۴۴ ]        |
| ۱۳۹۳ | گینس                    | بهمن                      |                                   | [ ۴۵ ]        |
| ۱۳۹۴ | من سالوادور نیستم       | ناصر ایزدی/سالوادور       |                                   | [ ۴۶ ]        |
| ۱۳۹۴ | دراکولا                 | جواد                      | کارگردان، نویسنده                 | [ ۴۷ ]        |
| ۱۳۹۴ | آب‌نبات چوبی             | فرهاد                     |                                   | [ ۴۸ ]        |
| ۱۳۹۵ | نهنگ عنبر ۲: سلکشن رؤیا | ارژنگ صنوبر               |                                   | [ ۴۹ ]        |
| ۱۳۹۶ | مصادره                  | اسماعیل یارجانلو          |                                   | [ ۵۰ ]        |
| ۱۳۹۶ | خانم یایا               | ناصر                      |                                   | [ ۵۱ ]        |
| ۱۳۹۶ | هزارپا                  | رضا                       |                                   | [ ۵۲ ]        |
| ۱۳۹۷ | زیر نظر                 | محسن                      | مشاور کارگردان                    | [ ۵۳ ]        |
| ۱۳۹۷ | آزاد مثل هوا            | رسول                      | نویسنده                           | [ ۵۴ ]        |
| ۱۳۹۸ | انفرادی                 | جواد                      |                                   | [ ۵۵ ]        |
| ۱۳۹۹ | روشن                    | روشن                      |                                   | [ ۵۶ ]        |
| ۱۳۹۹ | شیشلیک                  | هاشم                      |                                   | [ ۵۷ ]        |
| ۱۴۰۱ | ویلای ساحلی             | فرخ                       |                                   | [ ۵۸ ]        |
| ۱۴۰۱ | قیف                     | خسرو (قیف)                | نویسنده                           |               |
| ۱۴۰۳ | صددام                   | بدل صدام حسین (صلاح شریف) | مشاور کارگردان و فیلمنامه         |               |
| ۱۴۰۳ | خانوم والده             |                           |                                   | [ ۵۹ ]        |
| ۱۴۰۳ | خواب                    |                           |                                   |               |

## مجموعه‌های تلویزیونی
| سال  | عنوان          | نقش                          | توضیحات                                 | منبع          |
| ---- | -------------- | ---------------------------- | --------------------------------------- | ------------- |
| ۱۳۶۹ | بیداران        |                              |                                         | [ ۶۰ ]        |
| ۱۳۷۲ | پرواز ۵۷       | هر آیتم، متفاوت              |                                         | [ ۶۰ ]        |
| ۱۳۷۳ | ساعت خوش       | هر آیتم، متفاوت              | نویسنده                                 | [ ۶۰ ]        |
| ۱۳۷۴ | سال خوش        | هر آیتم، متفاوت              | نویسنده                                 | [ ۶۰ ]        |
| ۱۳۷۶ | دنیای شیرین    |                              |                                         | [ ۶۱ ]        |
| ۱۳۷۶ | سرزمین سبز     |                              |                                         | [ ۶۲ ]        |
| ۱۳۷۶ | سیب خنده       | —                            | کارگردان هنری و نویسنده                 | [ ۶۳ ]        |
| ۱۳۷۷ | مجید دلبندم    |                              | همچنین کارگردان و نویسنده               | [ ۶۴ ]        |
| ۱۳۷۸ | حرف تو حرف     | —                            | نویسنده                                 | [ ۶۵ ]        |
| ۱۳۷۹ | قطار ابدی      | بیمار روانی                  | همچنین کارگردان هنری و نویسنده          | [ ۶۶ ]        |
| ۱۳۷۹ | این چند نفر    | —                            | مشاور کارگردان و نویسنده                | [ ۶۷ ]        |
| ۱۳۸۰ | زیر آسمان شهر  | مجری تلویزیون (حضور افتخاری) | همچنین مشاور کارگردان، نویسنده          | [ ۶۸ ]        |
| ۱۳۸۱ | دریایی‌ها       | بهنام                        |                                         | [ ۶۹ ]        |
| ۱۳۸۲ | کوچه اقاقیا    | فرامرز تهرانی                | همچنین کارگردان، نویسنده و خواننده      | [ ۷۰ ] [ ۷۱ ] |
| ۱۳۸۳ | خانه‌به‌دوش      | احمد                         | همچنین کارگردان و نویسنده               | [ ۷۲ ]        |
| ۱۳۸۴ | متهم گریخت     | رامین                        | همچنین کارگردان و خواننده               | [ ۷۲ ]        |
| ۱۳۸۵ | کتاب‌فروشی هدهد | بازیگر مهمان                 |                                         | [ ۷۳ ]        |
| ۱۳۸۵ | ترش و شیرین    | ناصر                         | همچنین کارگردان و خواننده               | [ ۷۴ ]        |
| ۱۳۸۷ | سه در چهار     | —                            | مشاور کارگردان و خواننده                | [ ۷۵ ]        |
| ۱۳۸۷ | بزنگاه         | نادر                         | همچنین کارگردان و خواننده               | [ ۷۲ ]        |
| ۱۳۸۸ | زن‌بابا         | —                            | مشاور کارگردان                          |               |
| ۱۳۸۹ | موج و صخره     | —                            | مشاور کارگردان                          | [ ۷۶ ]        |
| ۱۳۹۰ | نقطه سر خط     | —                            | همکاری در طراحی تیتراژ و مشاور کارگردان | [ ۷۷ ]        |
| ۱۳۹۱ | گپ             | مهمان                        |                                         | [ ۷۸ ]        |

## نمایش خانگی
| سال  | عنوان                | نقش         | توضیحات        | منبع   |
| ---- | -------------------- | ----------- | -------------- | ------ |
| ۱۳۹۱ | قلب یخی (فصل سوم)    | اسفندیار    |                | [ ۷۹ ] |
| ۱۳۹۲ | عقاید یک آکتور سینما | ـــــــ     | مهمان          | [ ۸۰ ] |
| ۱۴۰۲ | دفتر یادداشت         | ایرج مجد    |                | [ ۸۱ ] |
| ۱۴۰۴ | اجل معلق             | داوود سعیدی | مشاور کارگردان | [ ۸۲ ] |

## تله‌فیلم
| سال  | عنوان             | نقش      | توضیحات | منبع   |
| ---- | ----------------- | -------- | ------- | ------ |
| ۱۳۷۹ | پروانه طلایی      | مجید     |         | [ ۸۳ ] |
| ۱۳۸۶ | نشانی             | دایی رضا |         | [ ۸۴ ] |
| ۱۳۹۱ | زندگی در شهر بزرگ | ابی      |         | [ ۸۵ ] |